# Coelophysis kayentakatae
Coelophysis kayetakatae ("forma hueca de la formación Kayenta") es una especie del género Coelophysis  de dinosaurio terópodo celofísido, que vivió a principios del período Jurásico, hace aproximadamente 196 millones de años, en el Pliensbachiano, en lo que hoy es Norteamérica. El nombre original Syntarsus estaba preocupado por un escarabajo (Fairmaire, 1869), y así que se le cambió el nombre a Megapnosaurus por Ivie, Slipinski, y Wegrzynowicz en 2001. Sin embargo, pocos paleontólogos de vertebrados aceptaron esto, y ahora parece que no podría ser necesario ya que aumenta la evidencia para sinonimizar Syntarsus con Coelophysis, una idea considerada desde los años 80.

## Descripción
Coelophysis kayetakatae midió alrededor de 3 metros de largo y peso 32 kilogramos. Es uno de los dinosaurios más antiguos que se ha sugerido la presencia de plumas.
A C. kayetakatae, se lo reconoce por una cresta en los nasolacrimales y la fusión del peroné al calcáneo en los adultos. La cresta es similar a la de Dilophosaurus y esto, junto con el hecho que habitaron en el mismo territoria en la Formación Kayenta, se podría dar el caso de que C. kayentakatae pudo ser un Dilophosaurus joven. Sin embargo, el esqueleto tipo de C. kayentakatae es un adulto que mide más de la mitad del tamaño del esqueleto juvenil de Dilophosaurus.

## Descubrimiento e investigaciones

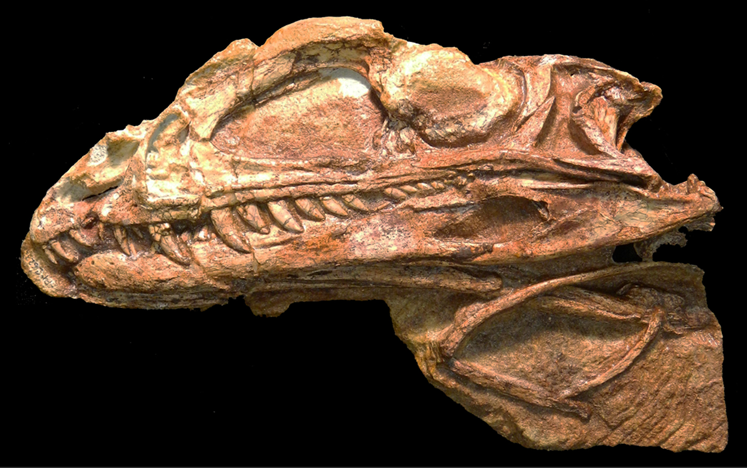
Cráneo holotipo MNA V2623

Conocido por una especie de principios del período Jurásico, sus restos se han hallado en el suroeste de Norteamérica. En 1989 Rowe describe a C. Kayetakatae de la Formación Kayenta, Rock Head, Willow Springs, Arizona, Estados Unidos y lo asigna al mismo género que a Coelophysis rhodesiensis. C. kayentakatae conocida por 16 ejemplares adultos y subadultos posee una pequeña cresta y marca un paso evolutivo hacia los grandes celofísidos, como el Dilophosaurus.
El nombre inicialmente dado, Syntarsus, por Raath en 1969, esta pre-ocupado. Y en 2001 Los entomólogos, Dr. Michael Ivie, estadounidense de la  Universidad Estatal de Montana en Bozeman y  Dr. Adam Ślipińskiel australiano polaco y Dr. Piotr Węgrzynowicz el polacao del Muzeum Ewolucji Instytutu Zoologii PAN de Varsovia que descubrieron que el nombre  Syntarsus ya había sido usado para un escarabajo colydiine descrito en 1869, propusieron el nombre Megapnosaurus  para el género. Algunos paleontólogos no concordaban con el nombre Megapnosaurus, que proviene de Griego μεγα = "gran", απνοος = "apnea", "muerte", σαυρος = "lagarto", pero fue considerado válido para el género. 
Es prácticamente igual a Coelophysis y Yates en 2005 sugiere que Megapnosaurus sea un probable sinónimo de Coelophysis. Ya en 2004, Raath fue el coautor de dos trabajos en que "Syntarsus", Raath continúa usando en antiguo nombre inválido es tomado como sinónimo más moderno de Coelophysis.
Munyikwa y Raath en 1999, describieron un cráneo parcial como "Syntarsus" (Megapnosaurus), que fue reidentificado tentativamente como Dracovenator por Yates en 2005. Bristowe y Raath en 2004 utilizaron un cráneo juvenil parcialmente articulado para demostrar la ventana nasal identificada por Raath en 1977 estaba cerrada en vida, Raath artículo al palatino al revés, y que su reconstrucción de la articulación lacrimal-yugal es inexacta. También confirmaron los hioides identificados por Raath eran espoletas. En 2005 Tykoski encontró que M. Kayetakatae parecía estar más estrechamente vinculado a Segisaurus que a Coelophysis o Megapnosaurus.
Actualmente se prefiere utilizar el nombre Coelophysis kayetakatae.

## Clasificación
Al igual que el Dilophosaurus, ambos son miembros del infraorden Ceratosauria en la familia Coelophysidae, aunque el clado Coelophysoidea esta en serio debate y nueva evidencia mostraría divergencia entre Coelophysoidea y Ceratosauria siendo esta última más cercana a Tetanurae.  Ambos poseen una articulación entre el premaxilar y el maxilar, creando un movimiento en la mandíbula premaxilar. Esto condujo a la hipótesis que estos eran carroñeros, como los dientes delanteros y la estructura ósea de la mandíbula demasiado débil tomar y sostener a la presa en la lucha. C. kayentakatae conocido por 16 ejemplares adultos y subadultos posee una pequeña cresta y marca un paso evolutivo hacia los grandes celofísidos, como el Dilophosaurus.
Se recombinó como Coelophysis kayentakatae por Bristowe y Raath en 2004 y se recombinó como Megapnosaurus kayentakatae por Irmis en 2004.